# Kreševo (Šestanovac)
Kreševo je naselje u općini Šestanovac, u Splitsko-dalmatinskoj županiji. 

## Zemljopis
Selo se nalazi zapadno od Katuna i sjevero-istočno od Blata na Cetini, a u povijesti je pripadalo hrvatskoj župi Radobilji.

## Stanovništvo
| broj stanovnika | 389   | 405   | 449   | 496   | 542   | 623   | 702   | 707   | 774   | 808   | 791   | 771   | 555   | 485   | 324   | 248   | 216   |
|                 | 1857. | 1869. | 1880. | 1890. | 1900. | 1910. | 1921. | 1931. | 1948. | 1953. | 1961. | 1971. | 1981. | 1991. | 2001. | 2011. | 2021. |

## Znamenitosti
- crkva Uznesenja BDM, na granici sa susjednim Katunima
- spomenik dr. Franji Tuđmanu (kod crkve Posrednice Svih Milosti koja se nalazi na granici sela Kreševa i Katuna)
- spomenik poginulim hrvatskim braniteljima sa spomen-križem
- najveća krunica na svijetu (napravljena od balota) (kod župne crkve na granici sela Kreševa i Katuna)[5]
- križni put s velikim križem, najvišim u Hrvata
- crkva sv. Roka
- Nezgrija, kasnoantička ilirska utvrda

- most preko rijeke Cetine iz doba Austro-Ugarske

### Spomenik dr Franji Tuđmanu
Začetnik zamislio izgradnje spomenika je don Većeslav Šupuk, i sam zaslužan za hrvatske ratnike iznimnom skrbi i pomoći od lijekova do jeepova koje je uz pomoc naših ljudi u Domovini i inozemstvu nabavljao.
Spomenik je kod crkve Posrednice svih milosti, graničnoj crkvi između dvaju sela. Spomenik je s katunske strane. Postavljen je nasuprot spomenika hrvatskim braniteljima. 2. lipnja 2001. u subotu otkriven je spomenik dr Franji Tuđmanu. Otkrio ga je njegov sin, dr. Miroslav Tuđman. Otkrivanju je nazočilo oko 8 tisuća posjetitelja uz brojne osobe iz javnoga, kulturnog i društvenoga života Republike Hrvatske. Održan je prigodni kulturno-umjetnički program. Sudjelovao je prvak splitske opere g. Ratomir Kliškić i pjevacka klapa iz Kostanja. Prije svečanog otkrivanja slavljena je sv. misa braniteljima hrvatske domovine i u čast hrvatske neovisnosti. Mnoštvu su se poslije mise obratili Mirko Čondić, Luka Podrug, Nenad Ivanković, dr. Branimir Lukšić i Miroslav Tuđman. Uvodno su govorili Većeslav Šupuk i fra Kruno Vukušić.
Spomenik je mase oko 25 tona. Izgrađen je od granitnog mramora. Isklesali su ga hrvatski akademski kipari Mladen Mikulin i Krešimir Rod. Kip je visoki reljef dr Tuđmana "u mitskoj pozi kako nakon ljubljenja i puštanja kuta zastave na Zvonimirovoj tvrđavi u kraljevskom Kninu stišće ruke i suznih očiju kao da kaže: Slobodni smo! U simboličkom i općealegorijskom smislu spomenik je sasvim uspio jer već i sam kamen kao materijal daje osnovu za dimenziju više u sagledavanju biti poruke. U pozadini je velika gromada, koja može simbolizirati i kulu i planinu i snagu dinarskoga krša, ali i cijele Domovine; gotovo u sredini je u reljefu dubinski izvučen jasan lik dr. Tuđmana u već spomenutoj pozi, dok je iza njega naznačena hrvatska trobojnica. " (Ferdo Šarić) Na svečanosti otkrivanja spomenika rečeno je da će Splitsko-dalmatinska županija zauzeti se da bi ovaj prostor postao središnje okupljalište makar središnje Dalmacije za Dan državnosti i Dan zahvalnosti. Na bočnoj strani spomenika uklesan je Tuđmanov sveti i neporecivi aksiom: Sve za Hrvatsku, Hrvatsku ni za što.

## Kulturne manifestacije
- čuvari Gospodinova groba, običaj iz Velikog tjedna[7][8][9][10]
- olimpijada seoskih športova (smotra starih običaja, izbor za najljepšeg pijetla, trka u vrećama, trka na magarcima, utrka na konjima, bacanje kamena s ramena, borba bikova)[11]
- borba bikova na Vilića ledini, od 2003.[12][13]

## Poznate osobe
Poznate osobe koje su se rodile u Kreševu ili su podrijetlom iz ovog kraja.
- don Vid Kovačević, hrv. katolički svećenik[14]

- Jozo Laušić, hrv. književnik

- Ante Laušić, hrv. povjesničar
- Mate Laušić, general Hrvatske vojske
- Vicko Nejašmić, hrv. slikar
- Sandra Nejašmić, hrv. kiparica
- Sergio Laušić Glasinović, hrv. iseljenički djelatnik u Čileu
- Cedomil Lucas Lausic Glasinovic, hrv. političar u Čileu
- Marcos Lausic Baleta, legenda automobilizma od 1970-ih do 1990-ih u Čileu iz Porvenira, koji ga je proglasio uglednim građaninom[15][16][17]
- Marcos Lausic Biskupovic, otac Marcosa Lausica Balete, pionir automobilizma u Čileu; kuća u Porveniru je turistička znamenitost,[18][19] po njemu se zove športski kompleks u Porveniru[20][21]
- Antonio Lausic[22]
- Božidar Maslov, hrv. poduzetnik u iseljeništvu, jedan od najbogatijih Hrvata
- Danica Bartulović, hrvatska pjesnikinja
- Toni Nejašmić, hrv. nogometni sudac

- Mate Kalajžić, hrv. košarkaš

- Darko Nejašmić, hrv. nogometaš
- Antea Biskupović, hrv. kiparica
- Marica Vilibić, hrv. violinistica

Preko trideset godina župnik je u župi koja obuhvaća selo Kreševo i Katune bio don Većeslav Šupuk.

## Vanjske poveznice
- Milica Krakan: Voliš li domovinu? Katuni - Kreševo , Hrvatska kulturna zajednica u Švicarskoj, 12. travnja 2013., Društvene obavijesti br. 110, siječanj 2013.
- Župa Kreševo-Katuni Splitsko-makarska nadbiskupija (sadrži bogatu galeriju fotografija)